# فضاپیمای ترابری خودکار
فضاپیمای ترابری خودکار (به انگلیسی: Automated Transfer Vehicle) یا به‌طور خلاصه اِی‌تی‌وی (ATV) فضاپیمای بدون سرنشینی است که توسط سازمان فضایی اروپا برای رساندن خدمات و پشتیبانی به ایستگاه فضایی بین‌المللی، و اصلاح مدار آن دور زمین ساخته شده‌است. اِی‌تی‌وی بزرگ‌ترین و سنگین‌ترین فضاپیمای ساخت اروپا است.
فضاپیمای ترابری خودکار با استفاده از گونه‌ای تغییریافته از موشک پرقدرت آریان-۵ به نام آریان-۵ ای‌اس اِی‌تی‌وی از پایگاه فضایی اروپا، که در شهر کورو در گویان فرانسه واقع شده، به مدار زمین فرستاده می‌شوند. ای‌تی‌وی سنگین‌ترین محموله‌ای است که موشک آریان-۵ تاکنون به مدار زمین حمل کرده‌است. پس از دو روز پرواز مداری، ای‌تی‌وی به‌طور خودکار به بخش سرویس‌دهی روسی ایستگاه که ازوزدا نام دارد متصل می‌شود.

## نقش فضاپیمای ترابری خودکار
عملکرد ایستگاه فضایی بین‌المللی به پشتیبانی دائمی و دریافت مواد مصرفی، ابزارآلات پژوهشی و قطعات یدکی از زمین وابسته است. علاوه بر این، برای باقی ماندن ایستگاه فضایی بین‌المللی در مدار زمین، مدار پرواز آن باید در بازه‌های زمانی مشخص اصلاح گردد. فضاپیمای ترابری خودکار از ماه مارس سال ۲۰۰۸ این وظایف را به عهده گرفته‌است.
وظایف مهم فضاپیمای اِی‌تی‌وی عبارتند از:
- انتقال اقلام مورد استفاده به ایستگاه فضایی بین‌المللی، از جمله سوخت، هوا، آب، تجهیزات آزمایشگاهی و محموله‌های دیگر.
- رانش و تصحیح مدار ایستگاه فضایی بین‌المللی در مدار زمین
- متصل ماندن به ایستگاه فضایی بین‌المللی تا ۶ ماه و جمع‌آوری پس‌ماندهای مصرفی ایستگاه

## طراحی
اِی‌تی‌وی به عنوان دستیاری برای فضاپیمای ترابری پروگرس ساخته شده، و دارای ظرفیت باری معادل سه برابر پروگرس است. این فضاپیما می‌تواند مانند پروگرس مقادیر زیادی مایعات و قطعات ظریف و حساس با خود به ایستگاه فضایی حمل کند، و تا ۶ ماه به ایستگاه متصل باقی بماند. پس از تخلیه بار و محموله‌های ای‌تی‌وی، می‌توان از آن به عنوان انبار مواد مصرف‌شده و پس‌ماندهای ایستگاه فضایی بین‌المللی استفاده کرد.
حجم فضای داخل ای‌تی‌وی ۴۸ متر مکعب و سه برابر بزرگتر از فضاپیماهای ترابری پیشین است. فشار هوایی این فضا معادل فشار هوای داخل ایستگاه فضایی است، بطوریکه پس از اتصال آن به ایستگاه، فضانوردان می‌توانند بدون نیاز به پوشیدن لباس فضایی به درون ای‌تی‌وی رفته و اقدام به تخلیه محموله‌های آن کنند. طراحی کابین ای‌تی‌وی بر اساس طراحی بخش پشتیبانی چندمنظوره (MPLM) ساخت سازمان فضایی ایتالیا است.

## ظرفیت
هر فضاپیمای ای‌تی‌وی ۲۰٫۷ تُن وزن دارد، ظرفیت بار آن ۹ تُن است و می‌تواند اقلام زیر را به ایستگاه فضایی حمل کند:
- ۸۴۰ کیلوگرم آب
- ۱۵۰۰ تا ۵۵۰۰ کیلوگرم بار شامل ابزارهای پژوهشی و مواد مصرفی غیرمایع برای ایستگاه
- ۱۰۰ کیلوگرم گاز مانند نیتروژن، اکسیژن، یا هوا. در هر پرواز ای‌تی‌وی می‌تواند دو نوع گاز متفاوت را با خود به ایستگاه حمل کند.
- ۴۷۰۰ کیلوگرم سوخت برای رانش و تغییر مدار ایستگاه فضایی. سوخت مصرفی ای‌تی‌وی از ترکیب سوخت مونومتیل هیدرازین و ماده اکسیژن‌زای دی‌نیتروژن تتروکسید (N۲O۴) تشکیل شده‌است.

پس از بارگیری پس‌ماندهای ایستگاه، ای‌تی‌وی در مسیر معینی هدایت می‌شود تا پس از ورود به جو زمین سوخته شود و از بین برود.

## ساختار و بخش‌ها
|               |             |
| مخزن حمل سوخت | مخزن حمل آب |

### بدنه خارجی

#### ابعاد خارجی فضاپیما
بدنه خارجی فضاپیمای ترابری خودکار به صورت استوانه‌ای با قطر ۴٫۵ متر و طول ۱۰٫۳ متر است. سازه خارجی این فضاپیما با لایه‌هایی پوشانده شده که آن را در برابر برخورد شهاب سنگ‌های کوچک مقاوم می‌کند.

#### صفحه‌های خورشیدی
چهار صفحه خورشیدی فضاپیمای ای‌تی‌وی ۱۱۰ دقیقه پس از پرواز باز شده و شکلی ضربدر مانند به خود می‌گیرند. فاصله دو انتهای هر جفت از صفحات ۲۲٫۳ متر است. این صفحه‌ها کاملاً مستقل از هم حرکت می‌کنند و می‌توانند موقعیت خود را برای گرفتن حداکثر نور از خورشید تنظیم کنند.

### بخش‌های داخلی
فضای داخلی فضاپیمای ای‌تی‌وی از دو بخش اصلی تشکیل شده‌است:
- بخش حمل بار
- بخش سرویس‌دهی

#### بخش حمل بار
این بخش با حجم ۴۸ متر مکعب برای جاسازی محموله‌های ارسالی از زمین به ایستگاه فضایی استفاده می‌شود. فشار هوای این بخش معادل فشار هوای داخل ایستگاه فضایی و مناسب برای کار و زندگی فضانوردان است.

#### بخش سرویس‌دهی
بخش سرویس‌دهی ای‌تی‌وی شامل موتورها و جلوبرنده، واحد نیرو دهنده، کامپیوترها و ابزارآلات مخابراتی و ناوبری است. این بخش فضاپیما دارای هوای قابل تنفس برای انسان نیست.
فضاپیمای ای‌تی‌وی دارای چهار موتور اصلی و ۲۸ موتور کوچکتر برای مانور و کنترل ارتفاع مداری است. تمامی این واحدهای پیشرانه توسط سیستم‌های ناوبری فضاپیما کنترل می‌شوند تا پروازی کاملاً خودکار را میسر سازند. همچنین، پس از اتصال ای‌تی‌وی به ایستگاه فضایی بین‌المللی، می‌توان از این موتورها برای رانش و اصلاح مدار ایستگاه استفاده کرد.

## ساخت

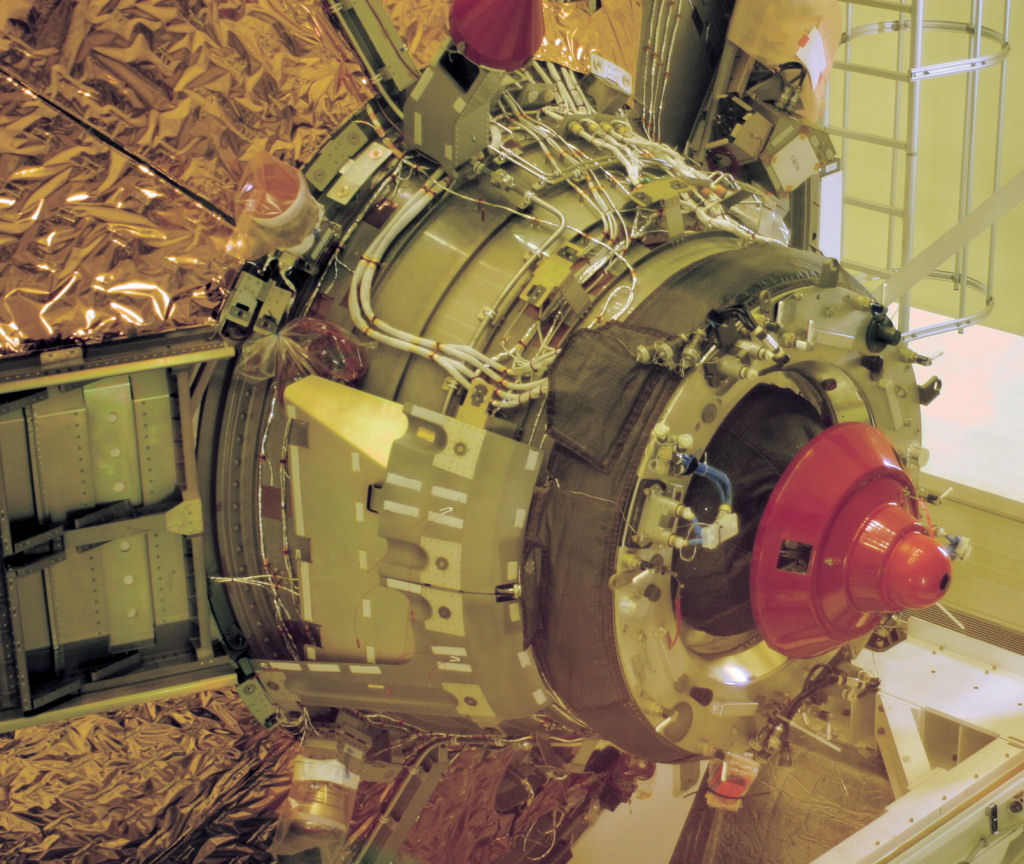
سخت‌افزار بخش اتصالی ای‌تی‌وی؛ فضاپیما از طریق این بخش به ایستگاه فضایی متصل می‌گردد

پیمانکار اصلی ساخت فضاپیمای ترابری خودکار، شرکت ترابری فضایی ای‌اِی‌دی‌اس آستریوم (EADS Astrium) است. دفتر اصلی برای مدیریت این پروژه در شهر مورو در کشور فرانسه واقع شده‌است. در نهایت، فضاپیماهای ای‌تی‌وی در شهر برمن در آلمان مونتاژ و آماده‌سازی می‌شوند.
پیمانکارهای دیگر فضاپیمای ای‌تی‌وی از این قرارند:
- شرکت فضایی تالس آلنیا در شهر تورین در ایتالیا مسئول ساخت محفظه بار، سیستم‌های کنترل حرارت و نیرو، سیستم‌های آزمایشی و ابزار اندازه‌گیری از راه دور در فضاپیما است.[۵]
- شرکت روسی انرگیا، تأمین‌کننده تجهیزات پیشرفته برای اتصال خودکار در فضا، سوخت‌گیری و کنترل پرواز، با همکاری شرکت فضایی تالس آلنیا[۶]
- شرکت اورلیکان در سوییس، سازنده قسمت‌های عمده از سازه فضاپیما[۷]
- شرکت فضایی هلند سازنده صفحات خورشیدی برای تأمین ۴۸۰۰ وات انرژی خورشیدی برای فضاپیما[۸]

### هزینه ساخت
سازمان فضایی اروپا بیش از ۱٫۳ میلیارد یورو برای طراحی و ساخت ای‌تی‌وی هزینه کرده‌است.

## مدل‌ها و ماموریت‌های ای‌تی‌وی
در حال حاضر قرارداد ساخت ۵ فروند فضاپیمای ای‌تی‌وی منعقد شده‌است، که بین سال‌های ۲۰۰۸ تا ۲۰۱۵ به فاصلهٔ تقریباً هر ۱۷ ماه، یک فروند از آن‌ها ساخته و به فضا پرتاب می‌شوند.
اهمیت ای‌تی‌وی پس از بازنشسته شدن شاتل‌های فضایی ناسا در سال ۲۰۱۰ دوچندان خواهد شد.

### نخستین مدل ای‌تی‌وی
نخستین مدل فضاپیمای ترابری خودکار، موسوم به ای‌تی‌وی-۱، به افتخار نویسنده داستان‌های علمی تخیلی، ژول ورن نامگذاری شده‌است. فضاپیمای ژول ورن در بندر روتردام در هلند بارگیری شد و پس از سفر دریایی دو هفته‌ای، سرانجام روز ۳۱ ژوئیه ۲۰۰۷ به پایگاه فضایی اروپا در گویان فرانسه در قاره آمریکای جنوبی رسید.

### ماموریت‌های ای‌تی‌وی
جدول زیر مأموریت‌های انجام شده و برنامه‌ریزی شده را برای فضاپیمای ای‌تی‌وی نشان می‌دهد:
| شماره | تاریخ پرتاب           | نام مأموریت               |
| ----- | --------------------- | ------------------------- |
| ۱     | ۹ مارس ۲۰۰۸           | ای‌تی‌وی-۱ (ژول ورن)        |
| ۲     | ۱۶ فوریه ۲۰۱۱         | ای‌تی‌وی-۲ (یوهانس کپلر)    |
| ۳     | ۲۳ مارس ۲۰۱۲          | ای‌تی‌وی-۳ (ادواردو آمالدی) |
| ۴     | ۲۰۱۳ (برنامه‌ریزی شده) | ای‌تی‌وی-۴ (آلبرت اینشتین)  |
| ۵     | ۲۰۱۴ (برنامه‌ریزی شده) | ای‌تی‌وی-۵ (ژرژ لومتر)      |

## مرکز کنترل اِی‌تی‌وی
مرکز کنترل فضاپیمای ای‌تی‌وی در شهر تولوز در جنوب فرانسه واقع شده‌است. بیش از ۳۰ متخصص مأموریت‌های فضایی در این مرکز به پرواز و عملکرد ای‌تی‌وی در مدار زمین نظارت می‌کنند. این مرکز به وسیلهٔ ارتباطات ماهواره‌ای با مراکز دیگر سازمان فضایی اروپا در نقاط دیگر جهان در تماس است.